# Gauville (Somma)
Gauville – miejscowość i gmina we Francji, w regionie Hauts-de-France, w departamencie Somma.
Według danych na rok 1990 gminę zamieszkiwało 310 osób, a gęstość zaludnienia wynosiła 42 osoby/km² (wśród 2293 gmin Pikardii Gauville plasuje się na 690. miejscu pod względem liczby ludności, natomiast pod względem powierzchni na miejscu 658.).